# Saint-Pierre-des-Fleurs
Saint-Pierre-des-Fleurs és un municipi francès situat al departament de l'Eure i a la regió de Normandia. L'any 2007 tenia 1.276 habitants.

## Demografia

### Població
El 2007 la població de fet de Saint-Pierre-des-Fleurs era de 1.276 persones. Hi havia 480 famílies de les quals 84 eren unipersonals (40 homes vivint sols i 44 dones vivint soles), 170 parelles sense fills, 198 parelles amb fills i 28 famílies monoparentals amb fills.
La població ha evolucionat segons el següent gràfic:
Habitants censats

### Habitatges
El 2007 hi havia 498 habitatges, 488 eren l'habitatge principal de la família, 2 eren segones residències i 7 estaven desocupats. 495 eren cases i 3 eren apartaments. Dels 488 habitatges principals, 410 estaven ocupats pels seus propietaris, 76 estaven llogats i ocupats pels llogaters i 2 estaven cedits a títol gratuït; 6 tenien dues cambres, 56 en tenien tres, 133 en tenien quatre i 293 en tenien cinc o més. 406 habitatges disposaven pel capbaix d'una plaça de pàrquing. A 183 habitatges hi havia un automòbil i a 282 n'hi havia dos o més.

### Piràmide de població
La piràmide de població per edats i sexe el 2009 era:
| Homes | Edats   | Dones |
| ----- | ------- | ----- |
| 0     | 95 o +  | 0     |
| 0     | 90 a 94 | 4     |
| 0     | 85 a 89 | 8     |
| 0     | 80 a 84 | 4     |
| 24    | 75 a 79 | 8     |
| 12    | 70 a 74 | 16    |
| 36    | 65 a 69 | 40    |
| 16    | 60 a 64 | 28    |
| 44    | 55 a 59 | 24    |
| 52    | 50 a 54 | 60    |
| 44    | 45 a 49 | 64    |
| 32    | 40 a 44 | 28    |
| 68    | 35 a 39 | 52    |
| 32    | 30 a 34 | 40    |
| 36    | 25 a 29 | 44    |
| 40    | 20 a 24 | 12    |
| 48    | 15 a 19 | 56    |
| 40    | 10 a 14 | 56    |
| 60    | 5 a 9   | 48    |
| 44    | 0 a 4   | 16    |

## Economia
El 2007 la població en edat de treballar era de 856 persones, 608 eren actives i 248 eren inactives. De les 608 persones actives 558 estaven ocupades (290 homes i 268 dones) i 50 estaven aturades (18 homes i 32 dones). De les 248 persones inactives 125 estaven jubilades, 76 estaven estudiant i 47 estaven classificades com a «altres inactius».

### Ingressos
El 2009 a Saint-Pierre-des-Fleurs hi havia 494 unitats fiscals que integraven 1.306 persones, la mediana anual d'ingressos fiscals per persona era de 20.468 €.

### Activitats econòmiques
Dels 36 establiments que hi havia el 2007, 2 eren d'empreses de fabricació d'altres productes industrials, 10 d'empreses de construcció, 7 d'empreses de comerç i reparació d'automòbils, 1 d'una empresa de transport, 2 d'empreses d'hostatgeria i restauració, 2 d'empreses immobiliàries, 4 d'empreses de serveis, 5 d'entitats de l'administració pública i 3 d'empreses classificades com a «altres activitats de serveis».
Dels 15 establiments de servei als particulars que hi havia el 2009, 2 eren tallers de reparació d'automòbils i de material agrícola, 5 paletes, 2 lampisteries, 1 electricista, 2 perruqueries, 1 restaurant i 2 agències immobiliàries.
Dels 3 establiments comercials que hi havia el 2009, 1 era, 1 un drogueria i 1 una joieria.

## Equipaments sanitaris i escolars
El 2009 hi havia una escola elemental.

## Poblacions més properes
El següent diagrama mostra les poblacions més properes.